# Changate
Changate is een dorp in het district Central in Botswana. De plaats telt 1169 inwoners (2011).